# Glagolev-Shipunov-Gryazev GShG-7,62
La Glagolev-Shipunov-Gryazev GShG-7,62 es una ametralladora rotativa soviética de cuatro cañones, similar a la M134 estadounidense. Es accionada por los gases del disparo, en contraste con la mayoría de ametralladoras y cañones rotativos que usualmente son accionados mediante una fuente de energía externa. 
Fue desarrollada entre 1968-1970 para el helicóptero Mil Mi-24 junto a la ametralladora Yakushev-Borzov YakB-12,7. Actualmente es empleada en los contenedores de armamento GUV-8700 y en afustes flexibles a bordo del helicóptero Kamov Ka-29.